# Phylloscopus humei
El mosquitero de Hume (Phylloscopus humei) es una especie de ave paseriforme de la familia Phylloscopidae propia de Asia.

## Descripción

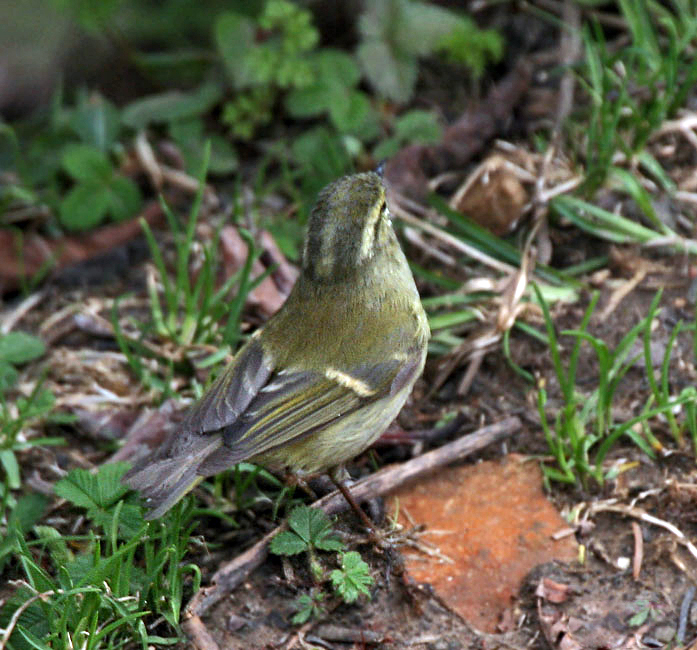
En Biskeri Thatch (a 11000 pies sobre el nivel del mar) en el distrito de Kullu (Himachal Pradesh).

La especie es una de las más pequeñas «curracas del Viejo Mundo». Como la mayoría de mosquiteros, tiene el dorso verdoso y las partes inferiores de color blancuzco tenue. Con su larga lista superciliar, píleo rayado y rémiges terciarias con bordes amarillos, es muy similar al mosquitero bilistado (P. inornatus). Sin embargo, tiene solo una franja blanca prominente en el ala, un rasgo corto débil de la segunda franja del ala, y los colores son por lo general más tenues. También tiene el maxilar inferior y las patas oscuras.
Su canto es bullicioso y agudo. La distinción más importante con el mosquitero bilistado es el llamado, que es más disilábico. Mientras que las subespecies occidentales y orientales muestran diferencias notables en la secuencia de ADN mitocondrial y los llamados, sus cantos no difieren; están reproductivamente aislados únicamente por alopatría y no suelen ser considerados especies separadas.

## Ecología e historia evolutiva
Esta ave es común de los bosques montanos en altitudes de hasta 3500 m sobre el nivel del mar. Parece desde el Hindú Kush y Karakórum al este y al norte con el Tian Shan en China y en el macizo de Altái en Mongolia. La subespecie mandellii (también nombrado mosquitero de Hume oriental) es completamente alopátrica —en ocasiones separado como especie, en cuyo caso la subespecie nominal se le llama mosquitero occidental de Hume— aparece al este de la meseta tibetana. Ambas poblaciones migran a través de los Himalayas durante el invierno en la India y las regiones adyacentes. También se ha informado la presencia de la especie en la región de Kutch.

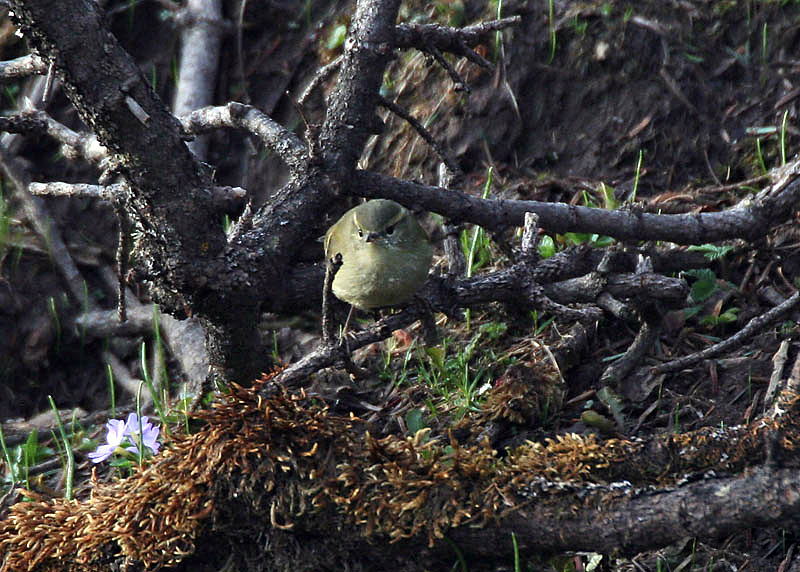
Alimentándose en el sotobosque en el distrito de Kullu (Himachal Pradesh).

Particularmente en la migración de otoño, es propenso al vagabundeo hasta Europa occidental, a pesar de alejarse 3000 kilómetros de su área de reproducción. Es un vagabundo raro a finales de otoño e invierno en Gran Bretaña. Los adultos que no han apareado pueden alejarse mucho de su sendero migratorio en verano, cuando la subespecie mandellii es vereaneante bastante común en los bosques húmedos montano subtropicales y templados de Bután, en torno a los 2000-3500 m s. n. m. y dominado por abetos de Bután (Abies densa) o por tsugas del Himalaya (Tsuga dumosa) y rododendros, aunque la subespecie no es un reproductor regular en ese país.
No es tímido, aunque su estilos de vida arbóreo y colores crípticos hacen que sea difícil de observar. Está en constante movimiento. Como la mayoría de las «curracas del Viejo Mundo», este pequeño paseriforme es insectívoro. El nido está construido en el suelo.
Es común en la mayor parte de su amplia distribución, por lo que no se considera amenazado por la UICN.
Recientemente fue separado del mosquitero bilistado (Phylloscopus inornatus), sobre la base de diferencias en morfología, bioacústica y caracteres moleculares. La distribución del mosquitero de Hume occidental se superpone con la del mosquitero bilistado en los montes Sayanes occidentales, pero aparentemente las especies no se hibridan. Se ha estimado provisionalmente que la divergencia entre las dos especies fue hace aproximadamente 2.5 millones de años (Ma), y que entre P. h. humei y P. h. mandellii fue hace alrededor de 1 millón de años.